# Aeroport de Catoca
L'aeroport de Catoca (codi IATA: ---, codi OACI: ---) és un aeroport que dona servei a la mina de diamants de Catoca, a la província de Lunda-Sud a Angola.
La pista d'aterratge es troba 26 km al nord de la ciutat de Saurimo, i és a 17 milles nàutiques de la VOR-DME (Ident: VSA) de Saurimo, situat a l'aeroport de Saurimo.
La pista d'aterratge havia estat recentment asfaltada per Fidens sota contracte amb la mina Catoca. La pista utilitzable havia estat escurçada lleument i rep vols dues vegades per setmana des de Luanda per TAAG Angola Airlines dilluns i divendres. Si bé aquests vols són operats per TAAG, són vols xàrter reservats únicament per als empleats de la mina Catoca.

## Aerolínies i destinacions
| Aerolínies           | Destinacions |
| -------------------- | ------------ |
| TAAG Angola Airlines | Luanda       |